# Fytoplankton

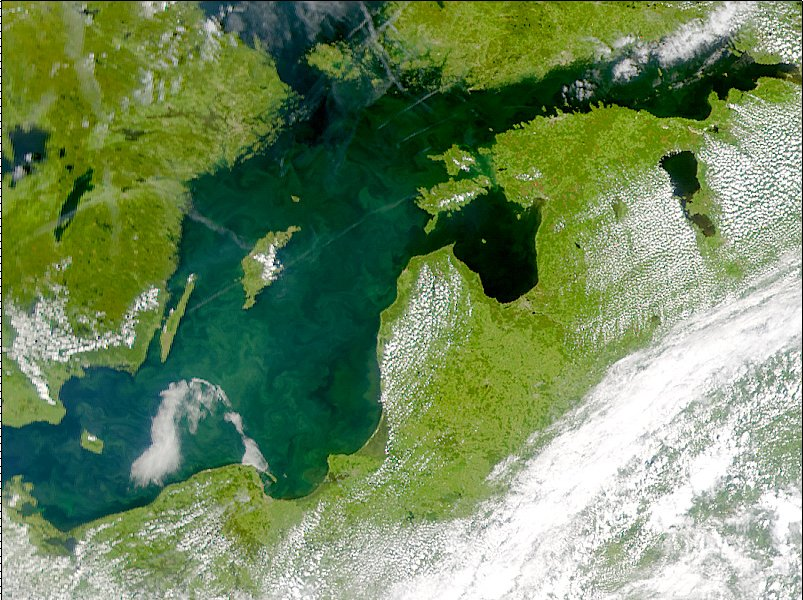
Fytoplanktonblomning i Östersjön (3 juli 2001).

Fytoplankton kallas även växtplankton eller planktonalger och är plankton som använder fotosyntes.
Fytoplankton står för hälften av världens fotosyntetiska aktivitet och äts bland annat av zooplankton. Fytoplankton flyter fritt i de övre vattenlagren i hav och sjöar.Fytoplankton är ofta basen i näringskedjan i både salt- och sötvatten.
Fytoplankton omsätter närsalter som kväve-, fosfor- och kiselföreningar.
Fytoplankton kan till exempel vara cyanobakterier, kiselalger eller flagellater som dinoflagellater. Den största enskilda gruppen av fytoplankton är kiselalgerna.
Vissa fytoplankton kan bilda gifter, varav vissa är skadliga även i låga koncentrationer. Olika kiselalger tillhörande släktet Pseudo-nitzschia bildar giftet domsyra som kan föras över till människan genom konsumtion av fisk och skaldjur.
Stora ansamlingar av mikroskopiska planktonalger kallas aggregat.

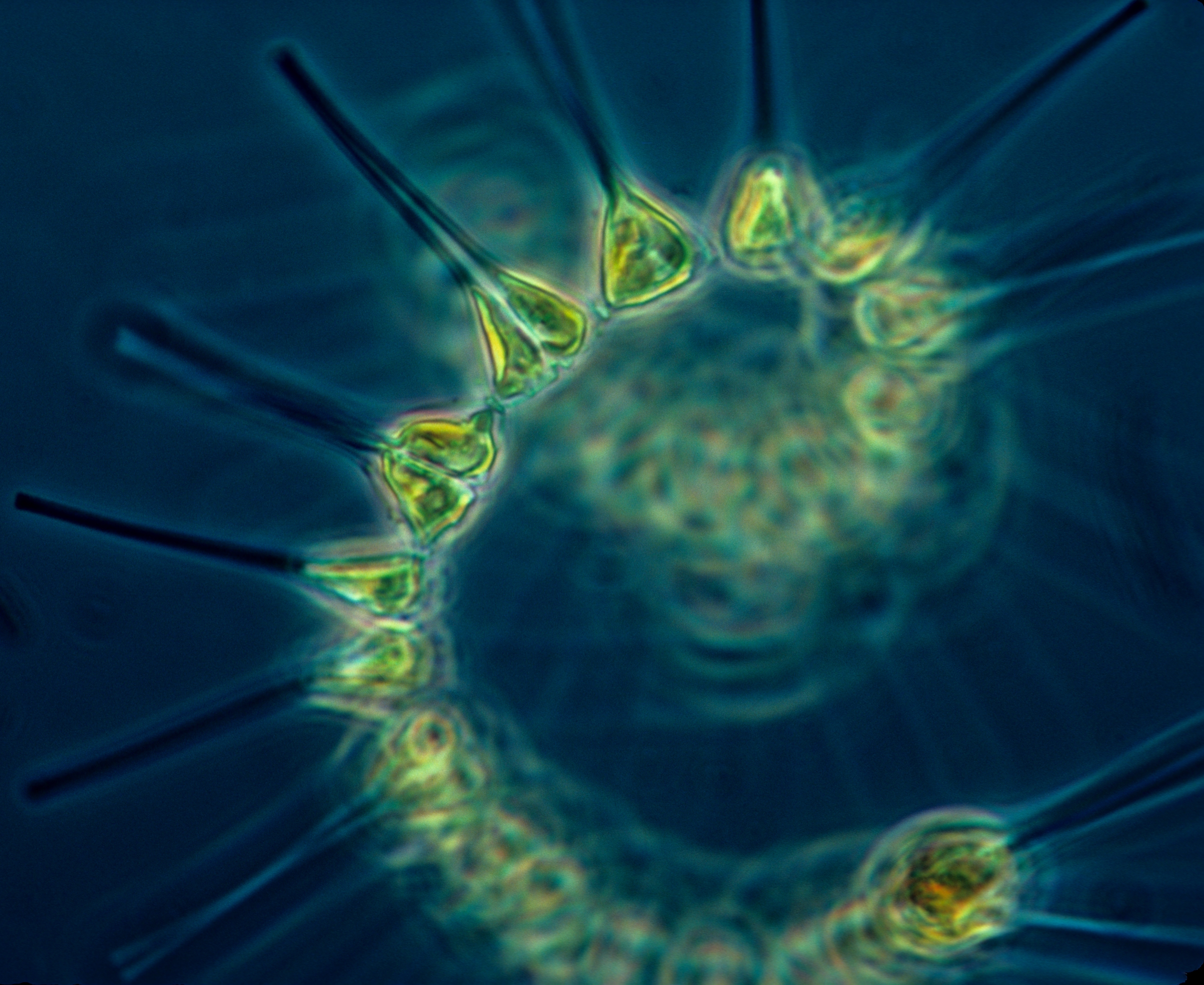
Fytoplankton
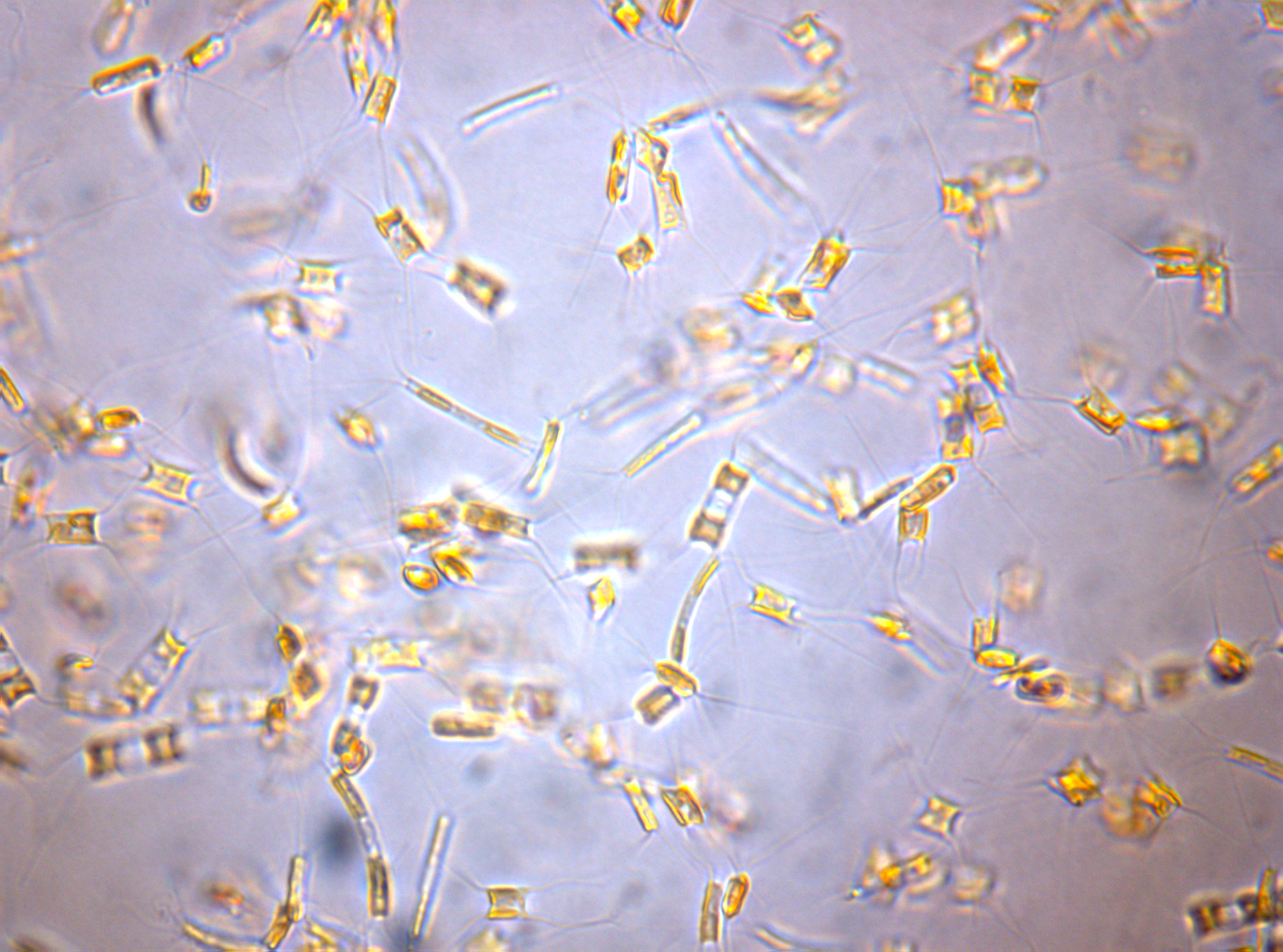
Förstoring av kiselalgen Attheya longicornis från Barents hav.
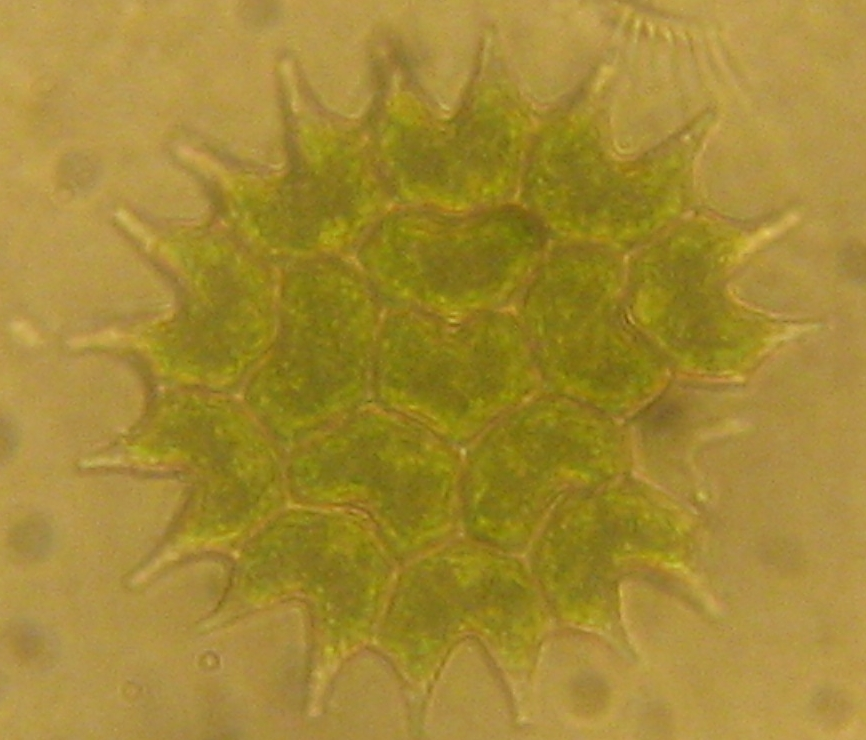
Pediastrum, sjöplankton från Polen.
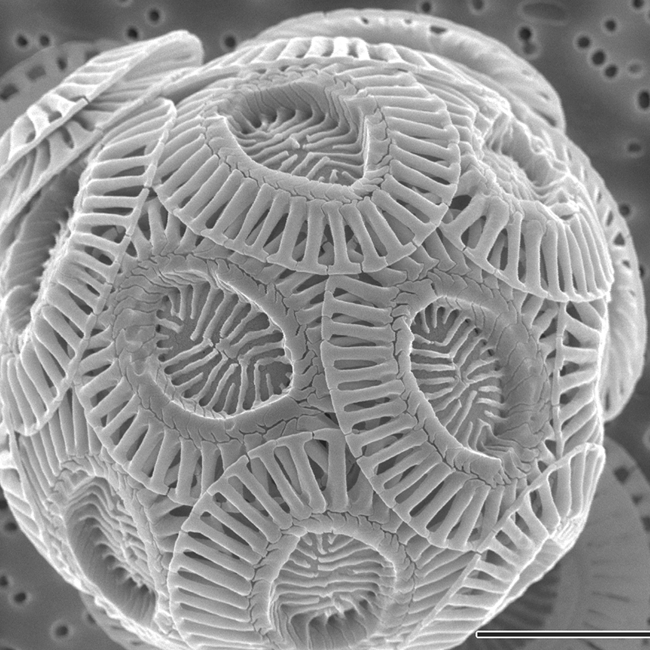
Emiliania huxleyi, bild framtagen genom elektronmikroskop.